# Hökasjön (Gryteryds socken, Småland)
Hökasjön är en sjö i Falkenbergs kommun och Gislaveds kommun i Småland och ingår i Ätrans huvudavrinningsområde. Sjön har en area på 0,0835 kvadratkilometer och ligger 143,4 meter över havet.

## Delavrinningsområde
Hökasjön ingår i det delavrinningsområde (634680-133808) som SMHI kallar för Förgrening. Avrinningsområdets medelhöjd är 143 meter över havet och ytan är 88,78 kvadratkilometer. Räknas de 6 delavrinningsområdena uppströms in blir den ackumulerade arean 187,7 kvadratkilometer. Porsån (Kvarnatorpsån) som avvattnar avrinningsområdet har biflödesordning 3, vilket innebär att vattnet flödar genom totalt 3 vattendrag innan det når havet efter 110 kilometer. Delavrinningsområdet består mestadels av skog (59 procent). Avrinningsområdet har 24,9 kvadratkilometer vattenytor vilket ger det en sjöprocent på 28 procent.